# Finale della Coppa delle Coppe 1972-1973
La finale della 13ª edizione della Coppa delle Coppe UEFA è stata disputata il 16 maggio 1973 allo stadio Ethniko Kaftanzogleio di Salonicco tra Milan e Leeds Utd. All'incontro hanno assistito circa 40 000 spettatori. La partita, arbitrata dal greco Christos Michas, ha visto la vittoria per 1-0 del club italiano.

## Il cammino verso la finale
Il Milan di Nereo Rocco esordì contro i lussemburghesi del Red Boys Differdange che sconfissero con un risultato aggregato di 7-1. Agli ottavi di finale i polacchi del Legia Varsavia furono superati ai tempi supplementari nella gara di ritorno a Milano. Ai quarti i Rossoneri affrontarono i sovietici dello Spartak Mosca, vincendo in trasferta 1-0 e pareggiando in casa 1-1. In semifinale i cecoslovacchi dello Sparta Praga furono sconfitti sia all'andata sia al ritorno col risultato di 1-0.
Il Leeds Utd iniziò il cammino europeo contro i truchi dell'Ankaragücü vincendo con un risultato aggregato di 2-1. Agli ottavi i tedeschi orientali del Carl Zeiss Jena furono regolati con un risultato complessivo di 3-0. Ai quarti di finale i Peacocks affrontarono i rumeni del Rapid Bucarest, vincendo in casa 5-0 e in trasferta 3-1. In semifinale i sorprendenti jugoslavi dell'Hajduk Spalato furono battuti con un risultato totale di 1-0.

## La partita
A Salonicco, su un campo reso pesante da un violento acquazzone abbattutosi sullo stadio poco prima della finale, si sfidano il Milan a caccia del treble e il Leeds che invece era già stato eliminato in finale di FA Cup 1972-1973. I Rossoneri partono subito forte e dopo cinque minuti sono già in vantaggio con un bel rasoterra di Luciano Chiarugi che batte David Harvey. Il Leeds non si dà però per vinto e attacca a più riprese nella metà campo del Milan, che si difende bene grazie soprattutto alla serata positiva di Villiam Vecchi. Gli inglesi reclamano, in un paio di occasioni, la mancata concessione di calci di rigore e la gara è piuttosto nervosa, tant'è che si conclude con l'espulsione di Riccardo Sogliano e Norman Hunter per reciproche scorrettezze. Il Milan vince così la seconda Coppa delle Coppe e, poiché in campionato giunge secondo a causa della famigerata "fatal Verona", si qualifica alla Coppa delle Coppe 1973-1974.

## Caso Milan-Leeds United (1973)
L'esito della finale tra il Milan ed il Leeds, inclusa nell'inchiesta sul calcio europeo condotta dal giornalista inglese Brian Glanville, fu ampiamente criticato dai mezzi di comunicazione europei, principalmente britannici, i quali ritenevano che l'arbitro dell'incontro (il greco Christos Michas) avesse voluto deliberatamente favorire i rossoneri con decisioni a senso unico. Effettivamente persino i tifosi ellenici che assistettero alla partita contestarono l'operato di Michas, e a questi non fu poi più concessa l'opportunità di dirigere alcun altro incontro sportivo dall'UEFA, tuttavia non si verificarono inchieste o la ripetizione della finale come invece auspicavano gli inglesi. Trentasei anni dopo l'accaduto, le polemiche furono riaperte dall'europarlamentare Richard Corbett, il quale consegnò una petizione al massimo organismo calcistico europeo con cui chiedeva la revoca del titolo al Milan, accusato senza mezzi termini di aver corrotto il giudice di gara, e l'assegnazione dello stesso al Leeds. Tuttavia, la confederazione europea non si pronunciò sulla natura dell'esito del citato incontro sportivo.

## Tabellino
| Arbitro: | Christos Michas |

|             |           |  |
| Chiarugi 5’ | Marcatori |  |

| Milan | Leeds United |

|               |    |                    |     |     |
|               |    |                    |     |     |
| P             | 1  | Villiam Vecchi     |     |     |
| D             | 2  | Giuseppe Sabadini  |     |     |
| D             | 3  | Giulio Zignoli     |     |     |
| D             | 4  | Angelo Anquilletti |     |     |
| D             | 5  | Maurizio Turone    |     |     |
| C             | 6  | Roberto Rosato     |     | 59’ |
| C             | 10 | Gianni Rivera      |     |     |
| C             | 8  | Romeo Benetti      |     |     |
| A             | 7  | Riccardo Sogliano  | 89’ |     |
| A             | 9  | Alberto Bigon      |     |     |
| A             | 11 | Luciano Chiarugi   |     |     |
| Sostituzioni: |    |                    |     |     |
| C             | 14 | Dario Dolci        |     | 59’ |
| Allenatore:   |    |                    |     |     |
| Nereo Rocco   |    |                    |     |     |

|               |    |                |     |     |
|               |    |                |     |     |
| P             | 1  | David Harvey   |     |     |
| D             | 2  | Paul Reaney    |     |     |
| D             | 3  | Trevor Cherry  |     |     |
| C             | 4  | Mick Bates     |     |     |
| D             | 5  | Paul Madeley   |     |     |
| D             | 6  | Norman Hunter  | 89’ |     |
| C             | 10 | Frank Gray     |     | 54’ |
| C             | 11 | Terry Yorath   |     |     |
| C             | 7  | Peter Lorimer  |     |     |
| A             | 8  | Joe Jordan     |     |     |
| A             | 9  | Mick Jones     |     |     |
| Sostituzioni: |    |                |     |     |
| D             | 12 | Gordon McQueen |     | 54’ |
| Allenatore:   |    |                |     |     |
| Don Revie     |    |                |     |     |